# 6 Heures de Watkins Glen 1970
Navigation
Édition précédente Édition suivante
Les 6 Heures de Watkins Glen 1970, disputées le 11 juillet 1970 sur le circuit de Watkins Glen, sont la vingt-troisième édition de cette épreuve, la troisième sur un format de 6 h 0 et la neuvième manche du championnat du monde des voitures de sport 1970.

## Course

### Classement de la course

#### classé
Classement à l'issue de la course (vainqueurs de catégorie en gras), :
| Pos. | Catégorie | N° | Écurie                           | Pilotes                                        | Châssis              | Moteur               | Tours |
| ---- | --------- | -- | -------------------------------- | ---------------------------------------------- | -------------------- | -------------------- | ----- |
| 1    | S 5.0     | 2  | John Wyer Automotive Engineering | Pedro Rodríguez Leo Kinnunen                   | Porsche 917 K        | Porsche 4.9L Flat-12 | 308   |
| 2    | S 5.0     | 1  | John Wyer Automotive Engineering | Jo Siffert Brian Redman                        | Porsche 917 K        | Porsche 4.9L Flat-12 | 308   |
| 3    | S 5.0     | 92 | SpA Ferrari SEFAC                | Mario Andretti Ignazio Giunti                  | Ferrari 512S Spyder  | Ferrari 5.0L V12     | 305   |
| 4    | S 5.0     | 31 | Porsche Audi USA                 | Vic Elford Denny Hulme                         | Porsche 917 K        | Porsche 4.9L Flat-12 | 302   |
| 5    | S 5.0     | 91 | SpA Ferrari SEFAC                | Jacky Ickx Peter Schetty                       | Ferrari 512S Spyder  | Ferrari 5.0L V12     | 298   |
| 6    | S 5.0     | 32 | Porsche Audi USA                 | Richard Attwood Kurt Ahrens, Jr.               | Porsche 917 K        | Porsche 4.9L Flat-12 | 295   |
| 7    | P 3.0     | 36 | Martini International Racing     | Helmut Marko Rudi Lins                         | Porsche 908/2        | Porsche 3.0L Flat-8  | 288   |
| 8    | S 5.0     | 50 | Ecurie Bonnier                   | Jo Bonnier Reine Wisell                        | Lola T70 Mk.3B       | Chevrolet 5.0L V8    | 264   |
| 9    | S 5.0     | 35 | Martini International Racing     | Gijs Van Lennep Gérard Larrousse               | Porsche 917 K        | Porsche 4.5L Flat-12 | 260   |
| 10   | GT +2.5   | 9  | Bob Grossman                     | Bob Grossman Don Yenko                         | Chevrolet Camaro 427 | Chevrolet 7.0L V8    | 243   |
| 11   | S 2.0     | 52 | Dr. Mervin Rosen                 | Merv Rosen Dick Jacobs                         | Porsche 906          | Porsche 1.9L Flat-6  | 241   |
| 12   | S 2.0     | 53 | Mike Rahal                       | Hugh Wise Werner Frank                         | Porsche 906          | Porsche 1.9L Flat-6  | 236   |
| 13   | GT 2.5    | 77 | Bruce Jennings                   | Bob Tuillus Bruce Jennings                     | Porsche 911T         | Porsche 2.2L Flat-6  | 233   |
| 14   | GT 2.5    | 41 | Jim Bandy                        | Jim Bandy Bruce Cargill                        | Lotus Europa         | Ford 1.6L I4         | 233   |
| 15   | S 2.0     | 39 | Rainer Brezinka                  | Rainer Brezinka Horst Petermann Rudy Bartling  | Porsche 906          | Porsche 1.9L Flat-6  | 231   |
| 16   | GT 2.0    | 84 | Ralph Meaney                     | Gary Wright Francis C. Grant                   | Porsche 911S         | Porsche 2.0L Flat-6  | 223   |
| 17   | P 2.0     | 46 | Jim Baker                        | Wayne Christian Charles Reynolds Bobby Rinzler | Chevron B16          | Ford 1.8L I4         | 223   |
| 18   | GT 2.5    | 70 | Sylvain Garant                   | Andre Wicky Sylvain Garant                     | Porsche 911T         | Porsche 2.2L Flat-6  | 217   |
| 19   | P 2.0     | 46 | Jim Baker                        | Paul Richards Jim Baker                        | Chevron B16          | Ford 1.8L I4         | 206   |
| 20   | GT 2.5    | 94 | Ralph Meaney                     | Ralph Meaney Stephen Behr                      | Porsche 914/6 GT     | Porsche 1.9L Flat-6  | 181   |

#### Abandons
| Catégorie | N° | Écurie                | Pilotes                           | Châssis            | Moteur              | Tours |
| --------- | -- | --------------------- | --------------------------------- | ------------------ | ------------------- | ----- |
| GT +2.5   | 20 | John Greenwood        | Allan Barker John Greenwood       | Chevrolet Corvette | Chevrolet 7.0L V8   | 116   |
| GT 2.5    | 37 | Sunoco Canada         | Jacques Duval George Nicholas     | Porsche 911T       | Porsche 2.0L Flat-6 | 92    |
| GT +2.5   | 63 | Robert Luebbe         | Robert Luebbe Michael Summers     | Chevrolet Corvette | Chevrolet 7.0L V8   | 85    |
| S 5.0     | 33 | Georg Loos            | Georg Loos Franz Pesch            | Ferrari 512S       | Ferrari 5.0L V12    | 24    |
| GT +2.5   | 63 | William A. Schumacher | Bill Schumacher Robert R. Johnson | Chevrolet Corvette | Chevrolet 7.0L V8   | 8     |
| P 3.0     | 53 | A. G. Dean Ltd.       | Tony Dean Peter Revson            | Porsche 908/2      | Porsche 3.0L Flat-8 | 3     |